# Nafila Dhahab
Nafila Dhahab ou Nafla Dhahab (arabe : نافلة ذهب), née le 31 janvier 1947 à Tunis, est une écrivaine tunisienne. Elle a publié notamment de nombreux contes, mais aussi des récits montrant la mutation de la société tunisienne.

## Biographie
Elle est née le 31 janvier 1947, dans une famille de la médina de Tunis,.
Elle effectue des études à la faculté de droit de l'université de Tunis et y obtient une maîtrise de droit. Elle entre ensuite comme cadre à la Société nationale de cellulose et de papier alfa (SNCPA), mais travaille en détachement dans différents ministères (Culture, Éducation et Enseignement supérieur), avant de revenir en 2001 à la SNCPA,.
En parallèle, elle se consacre à l'écriture, en arabe, publiant des contes pour enfants, et des recueils de nouvelles. Dans ces contes pour enfants, elle reprend une tradition populaire du conte tout en abordant des thèmes tels que l'entraide ou l'égalité entre les sexes (Sana l'étoile), ou encore le droit à la liberté (La Forêt emprisonnée). Son premier recueil de nouvelles (Volutes de fumées, paru en 1979) est centré sur l'individu, ses angoisses, ses désirs de liberté, etc. D'autres recueils, notamment le deuxième (Soleil et ciment) ou le quatrième (Histoires nocturnes) s'attachent à l'évolution de la société tunisienne, à la juxtaposition d'un mode de vie citadin et d'une tradition campagnarde ou à l'inadaptation de l'infrastructure économique,.

## Vie privée
Nafila Dhahab est mariée à l'historien et universitaire tunisien Mohamed Hédi Chérif.

## Publications (sélection)

### Recueil de nouvelles
- 1979 : A‘midà Min Dukhan (Volutes de fumées) ;
- 1983 : Al-shamsu Wa al-Ismant (Soleil et ciment) ;
- 1993 : Al-Samt (لصمت ; Le Silence) ;
- 2003 : Hikayat al-Layl (حكايات الليل ; Histoires nocturnes)[6] ;
- 2012 : Haroun ya'khoudhoualmoun'ataf (Haroun prend le tournant).

### Contes pour enfant (sélection)
- 1980 : Al-najma Sina (Sana l'étoile) ;
- 1981 : Mughamarat al-qird Mukhmakh (Les Aventures du singe Makhmekh) ;
- 1994 : Al-Ghaba al-sajina (La Forêt emprisonnée).

### Publication en français
Le recueil Nouvelles arabes du Maghreb, paru en 2005 aux éditions Pocket, comprend six nouvelles d'auteurs différents, traduites par Boutros Hallaq, dont une nouvelle de Nafila Dhabhab, La ville coule.